# Katie King
Katie King-Crowley, född den 24 maj 1975 i Salem, New Hampshire i USA, är en amerikansk ishockeyspelare.
Hon tog OS-brons i damernas ishockeyturnering i samband med de olympiska ishockeytävlingarna 2006 i Turin.